# Reformierte Kirche Casti

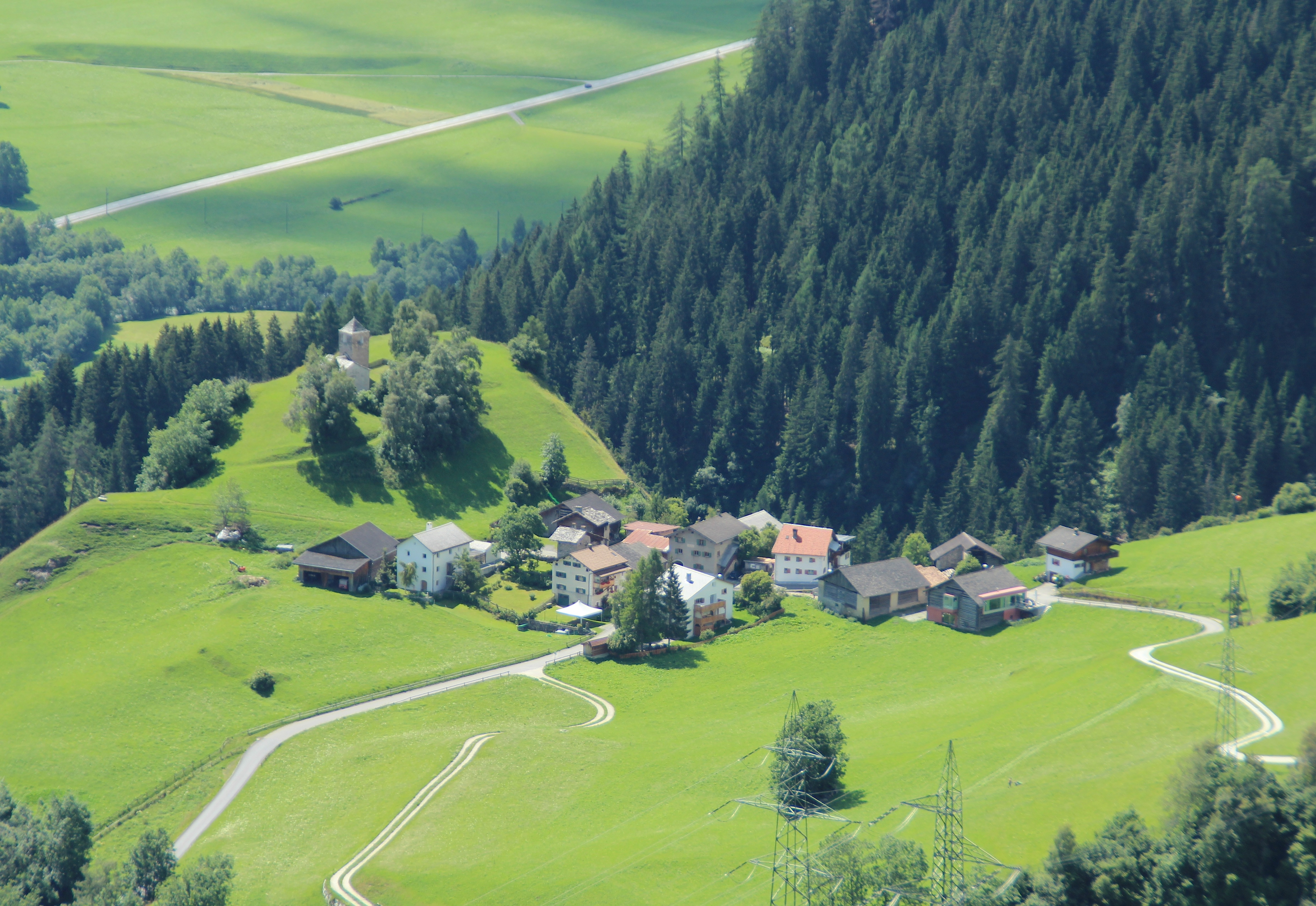
Casti mit Kirche

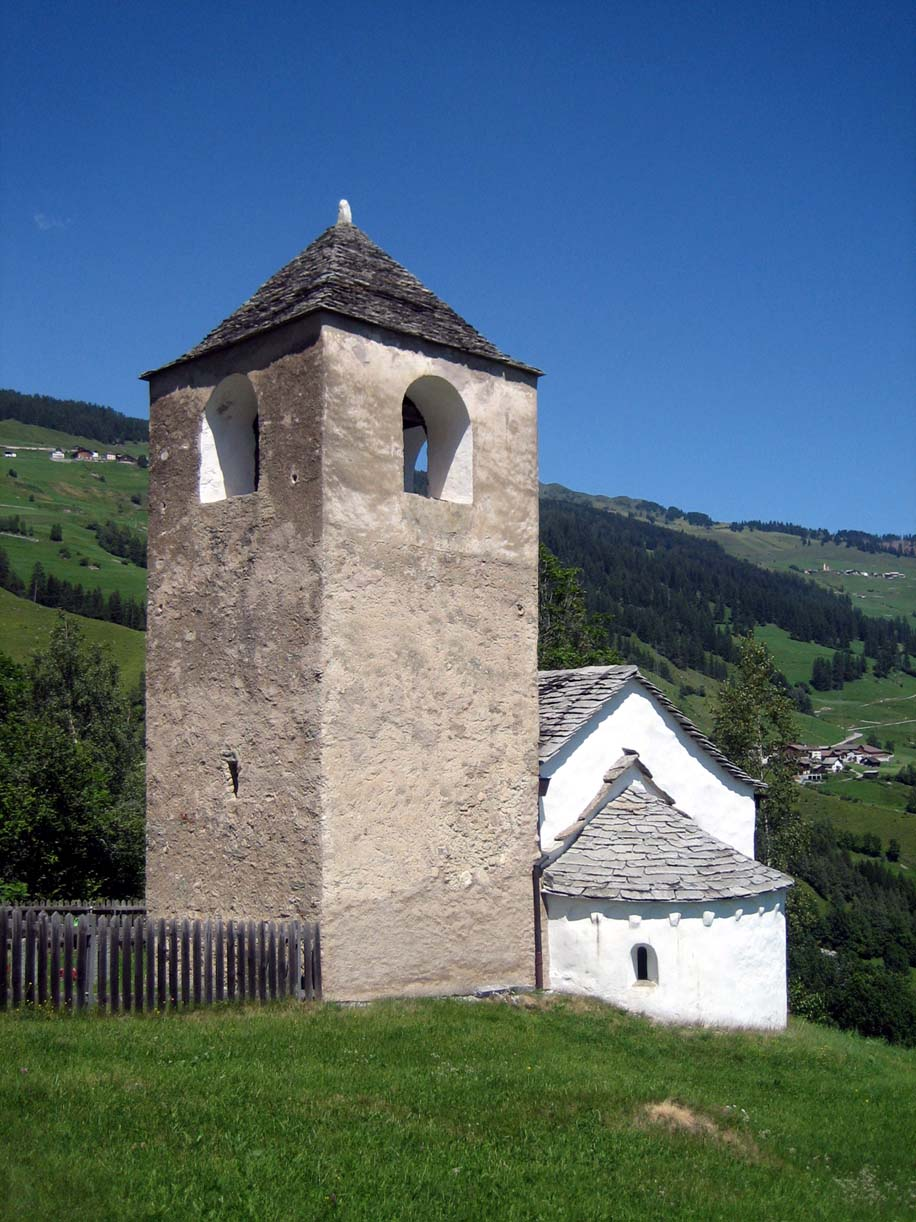
Kirche von Casti

Die reformierte Kirche in Casti im Schams im Kanton Graubünden ist ein denkmalgeschütztes evangelisch-reformiertes Gotteshaus im Südosten des Dorfes auf einem vorgelagerten Felsen.

## Geschichte und Ausstattung
Selten in Graubünden ist der Charakter einer romanischen Saalkirche aus dem 12. Jahrhundert.
Der im Süden an das Kirchengebäude anschliessende massige Kirchturm erhielt erst später ein Glockengeschoss mit Glocken aus spätmittelalterlicher bis vorreformatorischer Zeit, ca. 1300 bis 1484.
Im Kircheninnern finden sich frühgotische Wandmalereien des Waltensburger Meisters. Die schlichte Kanzel wurde 1807 eingebaut.
Die Kirche wurde 1971–1973 und 1990–1994 jeweils einer Renovierung unterzogen. 

Wandmalereien
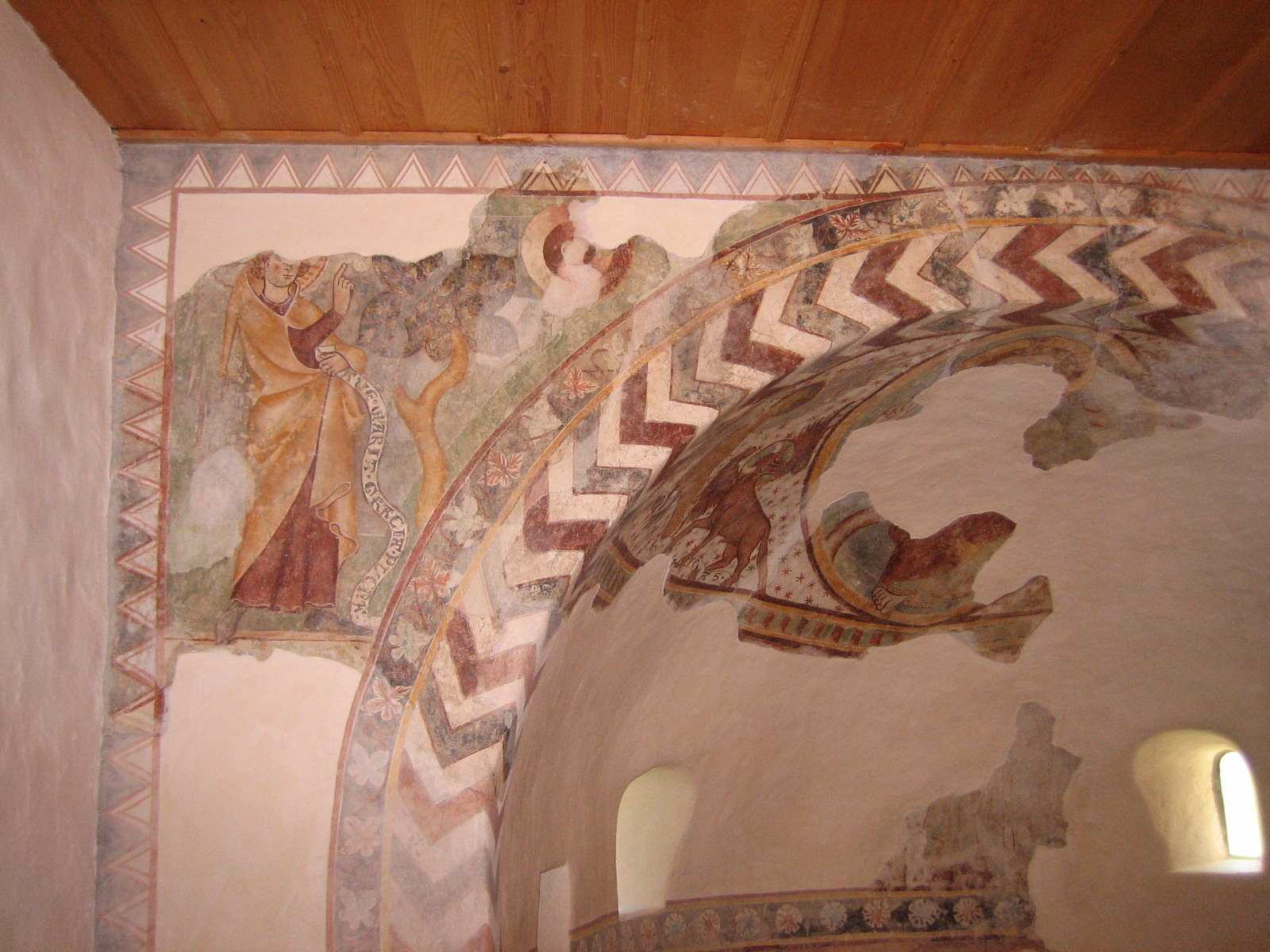
Evangelist Johannes
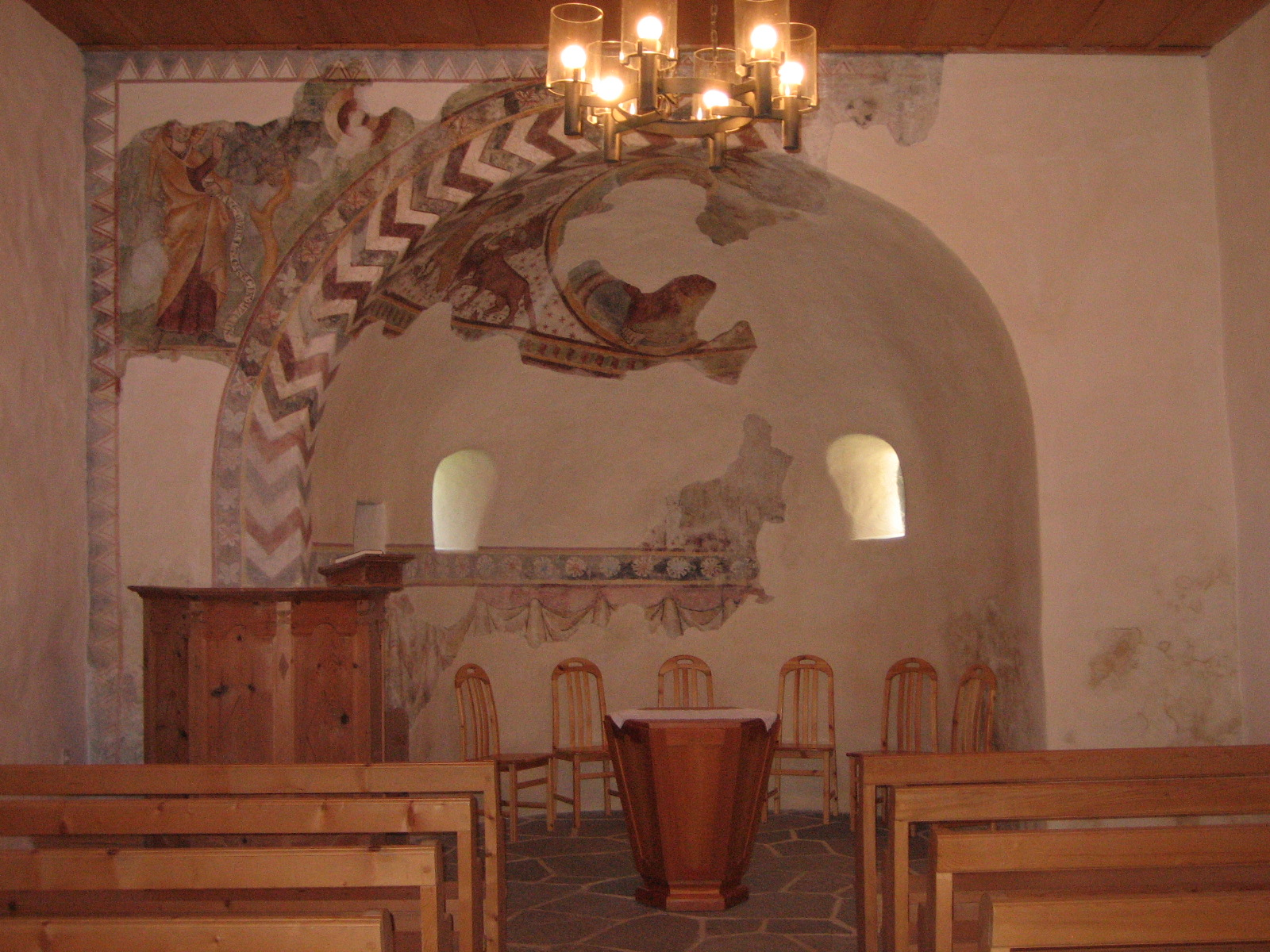
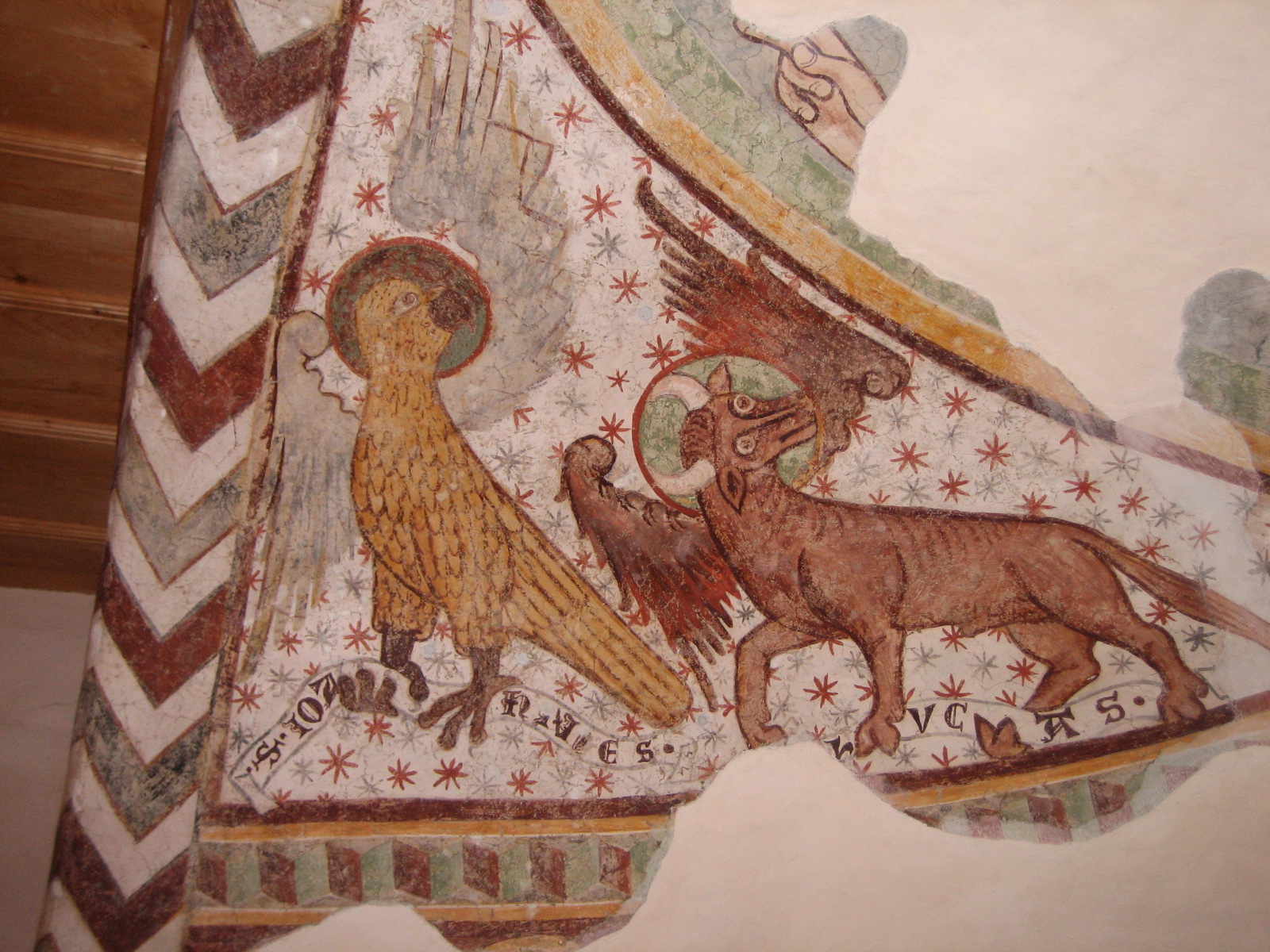
Evangelistensymbol für Lukas

Aus dem Jahre 2007 stammt die fünfregistrige Orgel von Orgelbau Felsberg AG. Das einmanualige Instrument hat kein Pedal.

## Kirchliche Organisation
Casti ist innerhalb der Evangelisch-reformierten Landeskirche Graubünden Teil der Kirchgemeinde Zillis/Schamserberg. 